# Дегтярёв, Егор Андреевич
Егор Андреевич Дегтярёв — российский пловец (вольный стиль), чемпион России, участник Олимпийских игр 2012 года, мастер спорта России международного класса. Студент Московского государственного университета приборостроения и информатики. С 2012 год являлся членом сборной России.

## Спортивные результаты
- Чемпионат России по плаванию 2012 года —  (400 м вольным стилем);
- Чемпионат России по плаванию 2012 года —  (эстафета 4х200 м вольным стилем);

На летних Олимпийских играх 2012 года в Лондоне не смог пробиться в полуфинальный заплыв и выбыл из дальнейшей борьбы.